# Antoine Louis Roussin
Pour les articles homonymes, voir Roussin.
Antoine Louis Roussin est un peintre, lithographe et photographe français né le 3 mars 1819 à Avignon et mort le 18 septembre 1894 à Saint-Denis (La Réunion).

## Biographie

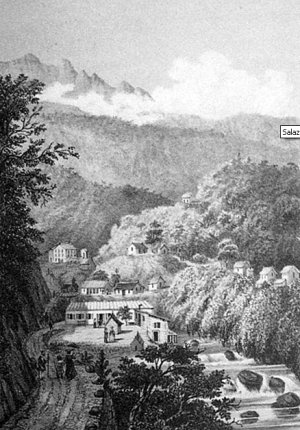
Sur le chemin des thermes de Salazie au milieu du XIXe siècle, Antoine Louis Roussin, Album de la Réunion.

Il s'engage dans l'armée coloniale et devient sergent dans l'infanterie de marine. Sa dernière affectation est l'île Bourbon, aujourd'hui île de La Réunion, où il débarque en 1842. Ses obligations militaires terminées, il épouse une jeune créole, Louise Élisabeth Petit, et se fixe dans l'île.
En 1846, la découverte d'une vieille presse lithographique est le point de départ d'une passion qui va durer plus de quarante ans et qui le rendit célèbre grâce à ses lithographies des paysages réunionnais, il est l'auteur de Souvenirs de l’île Bourbon puis d'un Album de La Réunion dans lequel intervinrent plusieurs grands auteurs de la littérature réunionnaise tels que Louis Héry. Mais c'est un échec commercial, seuls les connaisseurs, les esthètes ou les lettrés s'intéressent à son œuvre.
Il cofonda en 1855 la Société des Sciences et Arts de La Réunion. La même année, il devient professeur de dessin au lycée impérial, ouvre son imprimerie et édite un journal qui ouvre ses colonnes à la vie artistique de l'île. En tant que journaliste, il publie dans plusieurs journaux, La Malle, La Semaine et Le Courrier de la Réunion et dans les revues dont le bulletin de la Société d'Acclimatation et d'Histoire Naturelle de l'Île de la Réunion. Il devient membre titulaire du Conseil de discipline des milices de Saint-Denis jusqu'en mars 1857.
Devenu professeur de 2e classe en 1881, puis de 1re classe en 1885, il est, le 1er janvier 1888, « admis à faire valoir ses droits à la retraite ».

## Galerie

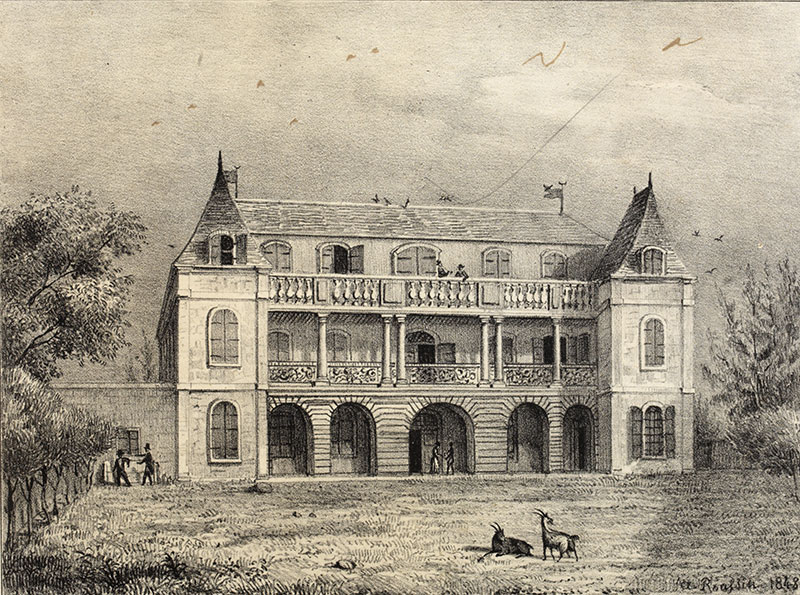
La maison des maîtres de l'habitation du Gol, 1847.
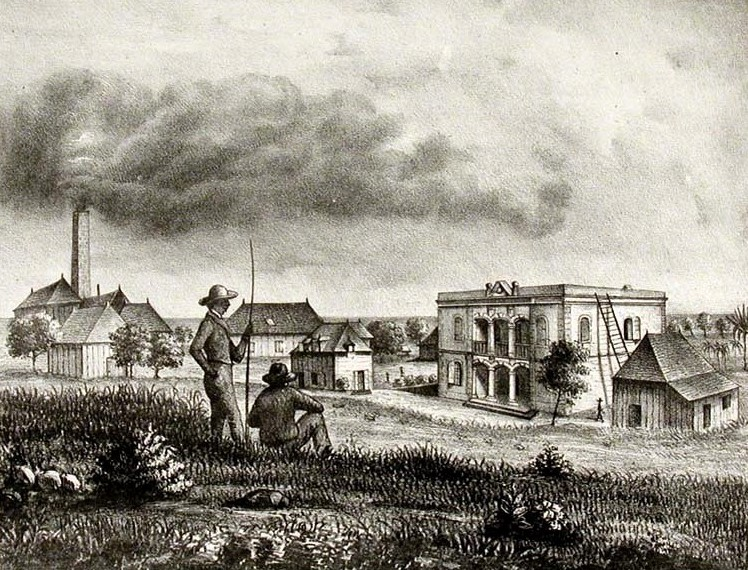
L'habitation Desbassayns en 1847, gravée par J. Dureau.
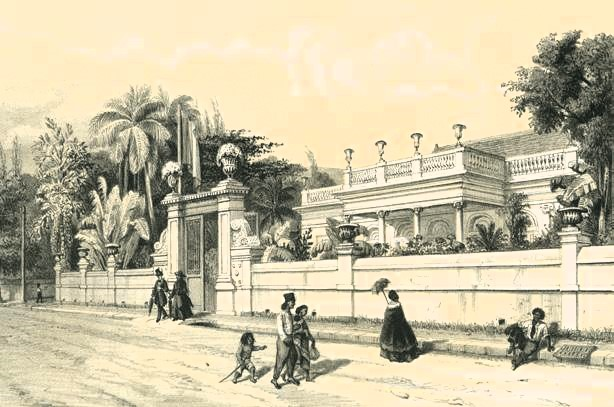
La Maison Manès en 1849, actuel Musée Léon-Dierx.
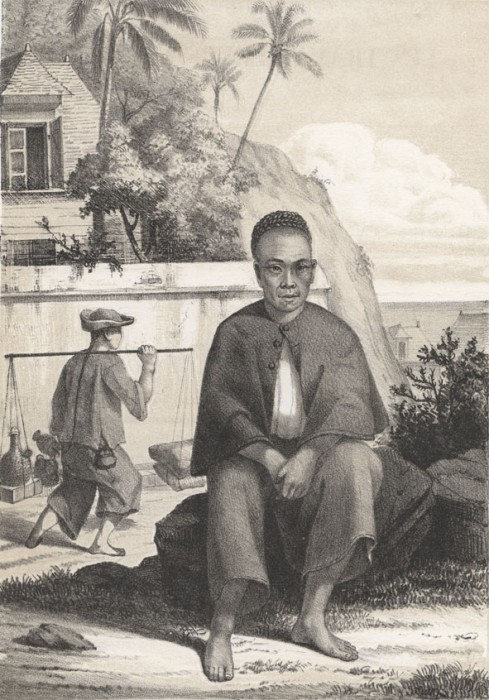
Portrait d'un immigrant chinois, vers 1860 (Musée Léon Dierx, La Réunion).
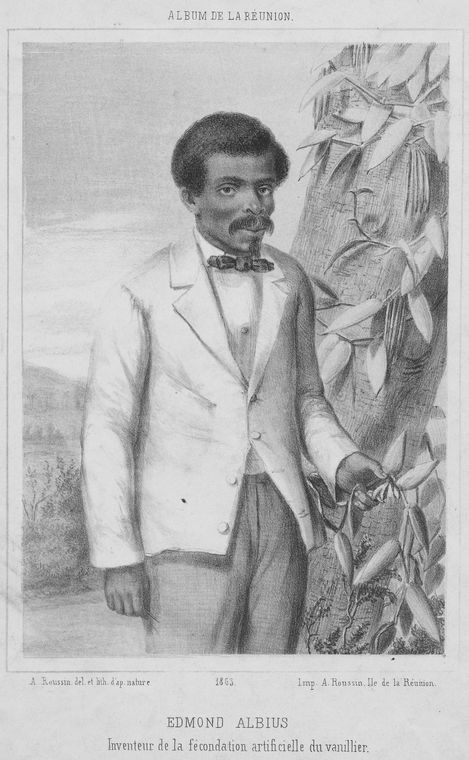
Portrait d'Edmond Albius, ancien esclave réunionnais, découvreur d'une technique de pollinisation de la vanille.
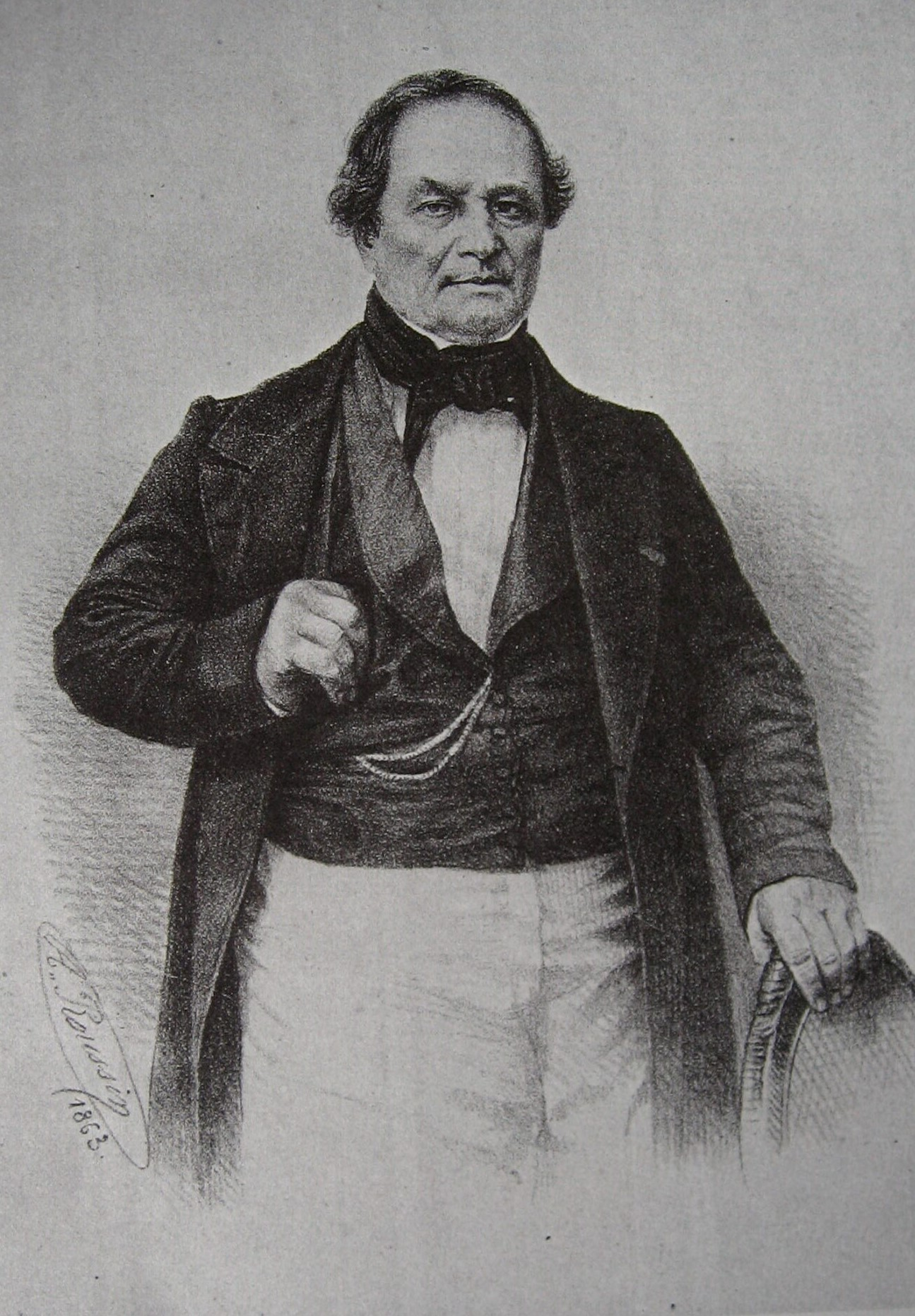
Portrait de Julien Gaultier de Rontaunay, homme d'affaires et planteur esclavagiste de La Réunion.
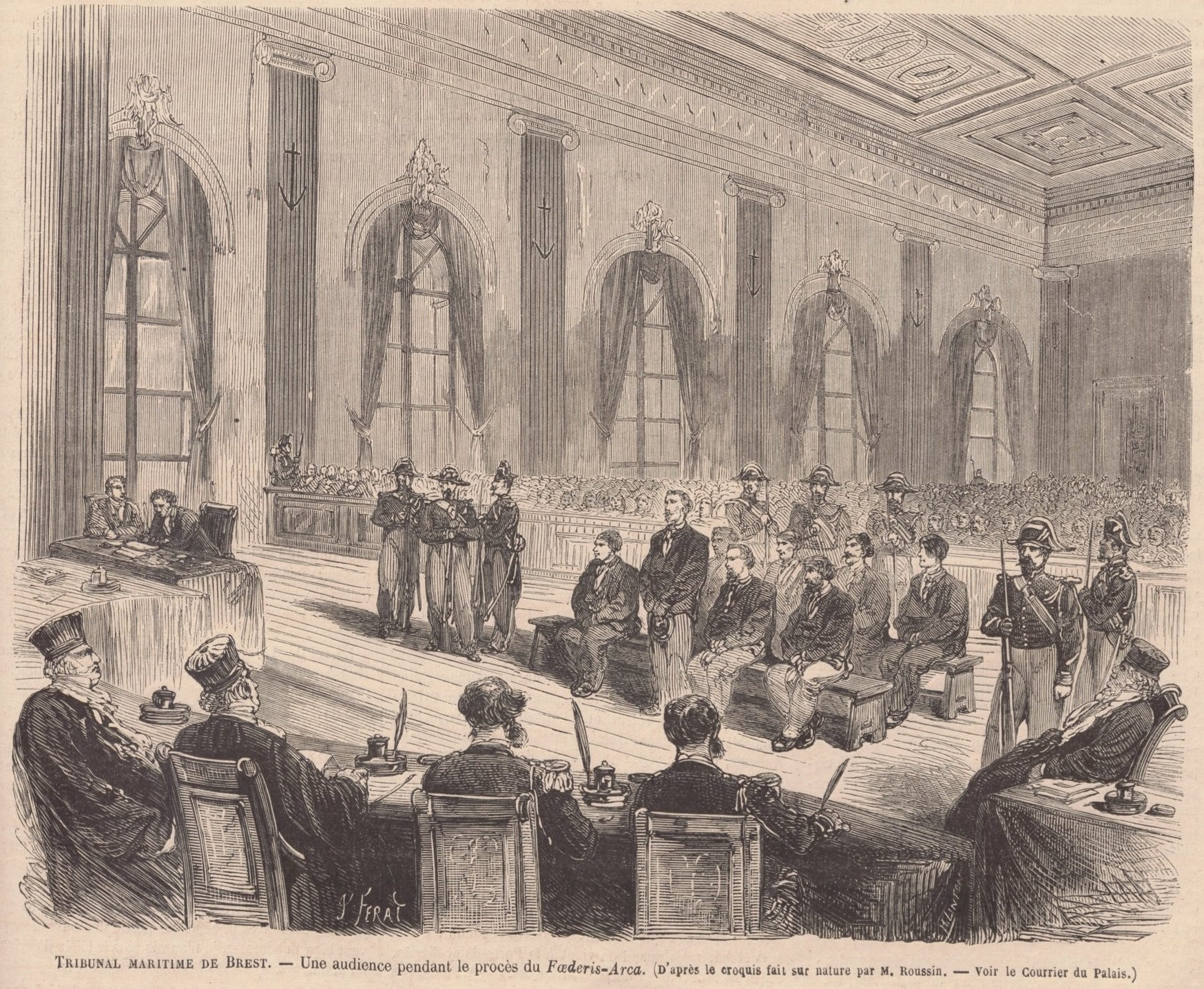
Procès militaire à Brest des mutins du Foederis Arca (Monde illustré, 1866).